# سالو یا ۱۲۰ روز در سودوم
سالو یا ۱۲۰ روز در سودوم  (به ایتالیایی: Salò o le 120 giornate di Sodoma) فیلمی به کارگردانی پیر پائولو پازولینی محصول ۱۹۷۵ است. این فیلم بر اساس کتاب ۱۲۰ روز در سودوم نوشتهٔ مارکی دوساد ساخته شده‌است. این فیلم به علت خشونت سادیسمی، و عریان گرافیکی‌اش از زمان انتشار تا به همواره فیلمی جنجالی محسوب می‌شود. از نظر منتقدان و روزنامه‌نگاران این فیلم رکیک‌ترین فیلم سینما می‌باشد این ابتذال باعث شده تا پخش آن در ۶۲ کشور توقیف شود.
علی رغم اینکه سالو یا ۱۲۰ روز در سودوم ممنوعه‌ترین اثر تاریخ سینما محسوب می‌شود؛ توسط بسیاری از منتقدان و تاریخ‌شناسان سینما تحسین شده به گونه‌ای که به انتخاب انجمن منتقدان فیلم شیکاگو شصت و پنجمین فیلم ترسناک تاریخ نام گرفت. همچنین طی نظرسنجی نشریه سایت اند ساوند از دید منتقدان جهان در رتبه ۲۰۲، و از دید کارگردانان جهان در رتبه ۷۵ برترین فیلم‌های تمام ادوار سینما قرار گرفت؛ این فیلم اولین قسمت از سگانه مرگ پازولینی بود که پس از مرگ وی ادامه آن ناقص ماند. پازولینی سه هفته پس از انتشار این فیلم به قتل رسید.

## بازیگران
- پائولو بوناچلی
- جورجیو کاتالدی
- اومبرتو پائولو کویینتاواله
- آلدو والتی
- آنتینیزکا نمور
- کاترینا بوراتو
- السا د جورجی
- هلن زورژر
- سونیا ساویانژ
- اینس پلگرینی
- فرانکو مرلی

## ساختار فیلم
در ساختار سالو، پازولینی حلقه‌های جهنم را آن گونه که در دوزخ دانته به تفصیل تبیین شده، تحلیل می‌کند. به همین دلیل از این فیلم با نام دوزخ منتظر (ANTINFERNO)، یا اتاق انتظار جهنم نیز یاد می‌شود.
به هنگامی که به ویلا وارد می‌شوند، حلقهٔ عصبیت (circle of obsessions) یا maniac آغاز می‌شود. حلقه، تحت استیلای بازگویی تفصیلی یا مبسوط تجربیات جنسی منحرف است که با اپیزودهای خشن، اختلال جنسی نشان‌گذاری می‌شود و استیلا توسط منحرفان که بر بالین پسران و دختران جوان حاضرند تضمین می‌شود. حلقه بعدی حلقه پلشتی (circle of shit) است. این حلقه با تصاویری از خود مدفوع خواری (coprophagy) جلوه‌گر می‌شود. فیلم با حلقه خون (circle of blood) تمام می‌شود که با تصاویری از شکنجه و مرگ همراه است. هر کدام از این حلقه‌ها را فاحشه‌ای جذاب معرفی می‌کند که زندگیش را صرف خدمت به تمایلات بنیادین هوس‌رانان کرده است.
فیلم با سکانس رقص دو پسر که یکی از آنها نام دوست دختر دیگری را می‌پرسد پایان میابد.

## اکران فیلم
فیلم در ۲۳ نوامبر سال ۱۹۷۵ در جشنواره فیلم پاریس منتشر و پس از توقیف در سال ۱۹۷۶ اکران کوتاهی در ایتالیا داشت؛ سال بعد در ۳ اکتبر ۱۹۷۷ در ایالات متحده اکران شد پس از آن این فیلم جنجالی و در بسیاری از کشورها پخش آن با ممنوعیت مواجه شد.
پخش فیلم در سال ۱۳۵۴ در همان ابتدا در ایران ممنوع و در روزنامه اطلاعات ایران از پازولینی به عنوان زشت نگاری یاد شد.

## داستان فیلم
فیلم در ایالتی اشغال‌شده در قسمت آلمانی ایتالیا (سالو) در سال ۱۹۴۴ می‌گذرد. فیلم به تقلید از کمدی الهی دانته به چهار بخش ورودی جهنم، محفل هوس، محفل مدفوع و محفل خون تقسیم شده است.
چهار مرد اصلی ماجرا به ترتیب دوک، رئیس‌جمهور، عالی‌جناب و اعلی حضرت خوانده می‌شوند. آن‌ها در ابتدا موافقت می‌کنند که با دختران همدیگر ازدواج کنند. آن‌ها با کمک افراد خود ۸ دختر و ۸ پسر جوان را می‌دزدند و به منطقهٔ مارزابوتو می‌برند. در آنجا آن‌ها بوسیله این دختران و پسران جوان و با کمک ۴ روسپی کهنه‌کار به اعمال شنیع با آن‌ها می‌پردازند و خود را ارضا می‌کنند.

## نحوه ساخت
کلیه مراحل فیلم در ایتالیا و شهر رم فیلمبرداری و اکثر بازیگران فیلم بی تجربه و نابلد از روی مجله مد انتخاب شدند (به علت واقعی شدن صحنه‌های فیلم) اگر چه چندین صحنه وحشتناک کتاب ۱۲۰ روز در سدوم در فیلم سالو وجود ندارد اما این فیلم همچنان جزو بحث برانگیزترین فیلم‌های تاریخ سینما و جزو آثار مرموز و ممنوعه قرار دارد.
دو بخش دوزخ منتظر و سکانس‌های از حلقه خون هر دو خارج از ویلا فیلمبرداری و بقیه فیلم و سکانس‌ها در قصر واقع شده در سالو فیلمبرداری شدند.
پازولینی در انتخاب آلدو والتی برای نقش رئیس‌جمهور کوروال بیان کرد: " او تنها بازیگر عمومی است که در ۲۰ سال کاری خود هرگز یک کلمه صحبت نکرده و دیالوگی ندارد ".

## نام‌های فیلم
درکتاب تورات فصل پیدایش آمده است که سدوم شهری در دره اردن بود و لوط در آن ساکن بوده است.
نام‌های فیلم:
- سالو
- ۱۲۰ روز در سدوم
- ۱۲۰ روز فساد
- ۱۲۰ روز اسارت
- دوزخ منتظر

نام کتاب نیز ۱۲۰ روز در سدوم (مکتب لیبرتین‌ها) است